# Alternador

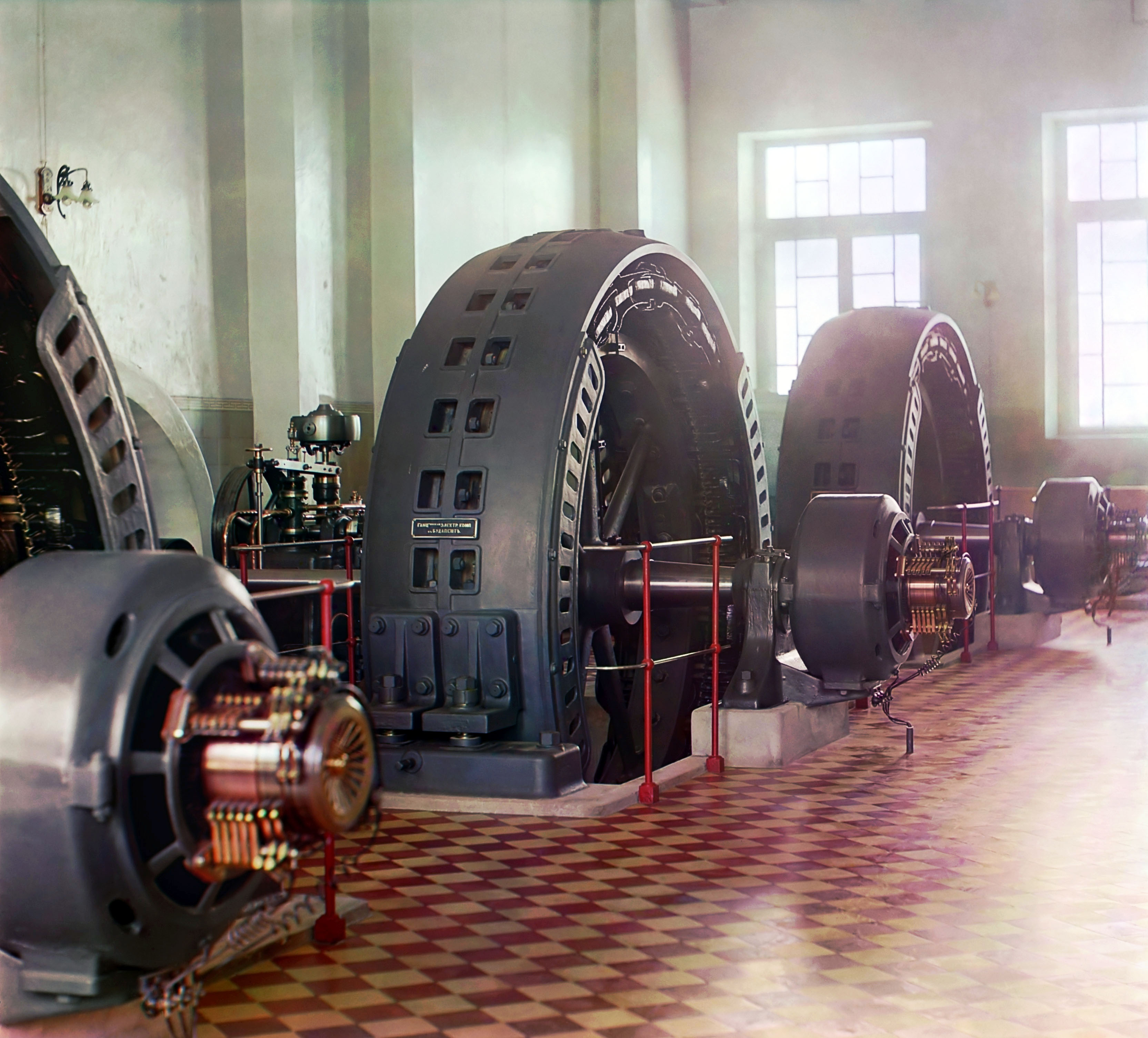
Alternadores de principios del en una central hidroeléctrica de Budapest

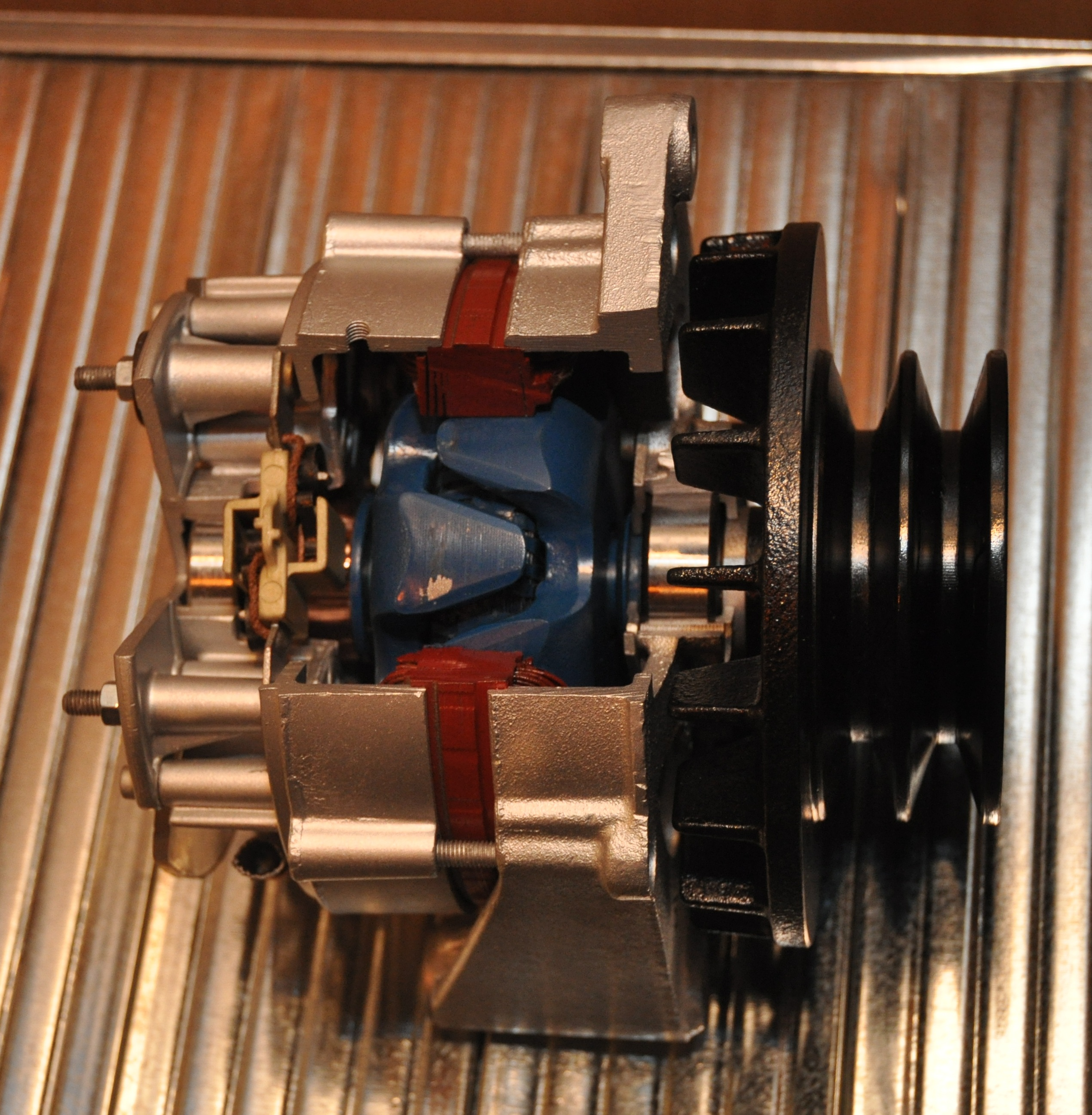
Alternador de un automóvil seccionado: en azul las masas polares inductoras (rotor), en rojo las bobinas del inducido (estátor), a la derecha la polea de arrastre por correa con ventilador de refrigeración, a la izquierda la placa de diodos de rectificación y excitación.

Un alternador es un generador eléctrico, capaz de transformar energía mecánica en energía eléctrica, generando una corriente alterna mediante inducción electromagnética.
Los alternadores están creados, siguiendo el principio de que en un conductor sometido a un campo magnético variable, durante un determinado tiempo se va a inducir una tensión eléctrica o fuerza electromotriz, cuya polaridad depende del sentido del campo y el valor del flujo que lo atraviesa (ley de Faraday).
Un alternador de corriente alterna funciona cambiando constantemente la polaridad para que haya movimiento y genere energía. En el mundo se utilizan alternadores con una frecuencia de 50 Hz (Europa) o 60 Hz (Brasil, Uganda, Estados Unidos), es decir, que cambia su polaridad 100 o 120 veces por segundo.
Si el alternador, se utiliza para suministrar energía a la red, su velocidad de rotación se mantiene constante y por lo tanto la frecuencia f de la red. Su relación fundamental es:
{\displaystyle n={\frac {60f}{p}}}
Donde n representa la velocidad de giro del rotor (velocidad de sincronismo)

## Características constructivas
Un alternador consta de dos partes fundamentales, el inductor (no confundir con inductor o bobina, pues en la figura las bobinas actúan como inducido), que es el que crea el campo magnético y el inducido que es el conductor atravesado por las líneas de fuerza de dicho campo magnético.

Figura 1. Disposición de elementos en un alternador simple de excitación permanente con dos pares de polos.

### Inductor
El rotor, que en estas máquinas coincide con el inductor, es el elemento giratorio del alternador, que recibe la fuerza mecánica de rotación.
Para tener una idea más completa de lo que son los inductores, diremos que básicamente están formados por un metal ferromagnético sobre el que se dispone un devanado, generalmente de alambre de cobre esmaltado para producir un campo magnético, o un imán fijo en los más elementales.

### Inducido
El inducido o estátor es donde se encuentran unos cuantos pares de polos distribuidos de modo alterno y, en este caso, formados por un bobinado en torno a un núcleo de material ferromagnético de característica blanda, normalmente hierro dulce.
La rotación del inductor hace que su campo magnético, formado por imanes fijos, resulte variable en el tiempo, y el paso de este campo variable por los polos del inducido genera en él una corriente alterna que se recoge en los terminales de la máquina. 

### Aplicación
La principal aplicación del alternador es la de generar energía eléctrica de corriente alterna para entregar a la red eléctrica, aunque también, desde la invención de los rectificadores de silicio, son la principal fuente de energía eléctrica en todo tipo de vehículos como automóviles, aviones, barcos y trenes, reemplazando al dinamo por ser más eficiente y económico.

## Fundamento físico

Diagrama de un alternador simple con un núcleo magnético rotante (rotor) y alambre estacionario (estátor) mostrando además la corriente inducida en el estátor al hacer rotar el campo magnético del rotor.

El flujo magnético (Φ) a través de cada espira de las bobinas que constituyen el inducido tiene por valor el producto de la intensidad de campo (B), por la superficie de la espira (s) y por el coseno del ángulo formado por el plano que contiene a esta y la dirección del campo magnético (cos φ), por lo que el flujo en cada instante será:
Como por otra parte tenemos que siempre que se produce una variación del flujo magnético que atraviesa a una espira se produce en ella una fuerza electromotriz (ε) inducida cuyo valor es igual a la velocidad de variación del flujo, por tanto tendremos que,
El signo menos delante de ε expresa que, según la ley de Lenz, la corriente inducida se opone a la variación del flujo que la genera.
Si la fuerza electromotriz inducida en una espira es igual a ε, la fuerza electromotriz total (εTOT) es igual a:
siendo n el número total de espiras del inducido.
La frecuencia de la corriente alterna que aparece entre los terminales de la máquina se obtiene multiplicando la velocidad de rotación (número de vueltas por segundo) del inductor por el número de pares de polos del inducido (en el caso ilustrado, 2).